# Piotr Zaradny
Piotr Zaradny (Krotoszyn, 16 februari 1972) is een Pools voormalig professioneel wielrenner. Hij reed voor onder andere MAT-Ceresit-CCC en DHL-Author. Zaradny was een sprinter en behaalde in eigen land veel overwinningen maar kon nooit de stap zetten naar de grotere ploegen en rondes.

## Belangrijkste overwinningen
1997
Eindklassement Szlakiem Grodow Piastowskich
1998
3e etappe Vredeskoers
1999
1e en 2e etappe Bałtyk-Karkonosze Tour
Memorial Grundmanna I Wizowskiego
2000
1e etappe Bałtyk-Karkonosze Tour
2001
Memoriał Romana Siemińskiego
11e en 12e etappe Ronde van Marokko
2002
2e etappe Ronde van Mazovië
2003
3e etappe Szlakiem Grodow Piastowskich
2e etappe Ronde van Mazovië
2004
2e en 8e etappe Ronde van Marokko
Proloog en 1e etappe Szlakiem Grodow Piastowskich
Proloog, 1e en 4e etappe Ronde van Mazovië
2005
1e etappe Bałtyk-Karkonosze Tour
3e etappe Ronde van Mazovië
Eindklassement Ronde van Mazovië
2006
3e etappe Bałtyk-Karkonosze Tour
2e etappe Ronde van Mazovië
2007
2e en 5e etappe Bałtyk-Karkonosze Tour
1e, 3e en 6e etappe Koers van de Olympische Solidariteit
2e etappe deel A, 3e en 5e etappe Ronde van Mazovië
Proloog Szlakiem Walk Majora Hubala
1e etappe deel B Ronde van Kroatië
2008
2e etappe Bałtyk-Karkonosze Tour
2e etappe Koers van de Olympische Solidariteit
2e etappe Ronde van Mazovië
Memoriał Romana Siemińskiego

## Ploegen
- 2000 –  MAT-Ceresit-CCC
- 2001 –  Atlas-Lukullus-Ambra
- 2002 –  Ambra-SNC (vanaf 01-07 tot 31-07)
- 2003 –  Mikomax-Browar Staropolski
- 2004 –  Knauf-Mikomax
- 2005 –  Knauf Team
- 2006 –  Knauf Team
- 2007 –  DHL-Author
- 2008 –  DHL-Author